# 소 (시호)
소는 시호에 쓰이는 글자다. 보통의 시호 글자인 昭, 紹와 특별한 용례가 있는 少가 있다. 昭는 《일주서》 〈시법해〉에서 소덕유로(昭德有勞), 위의공명(威儀恭明), 성문주달(聖聞周達)을 일컫는다 하고, 紹는 소원계위(疏遠繼位)를 일컫는다 한다. 少는 미약하고 일찍 살해당해 정식으로 시호를 받지 못한 황제를 주로 일컫는다.

## 소황제(昭皇帝)
- 전한 소제
- 탁발녹관 (추존)
- 베트남 리 왕조 소제
- 베트남 쩐 왕조 소제 진리 (추존)
- 명 소제(홍희제)
- 대한 제국 소제(대한제국 순종)

## 소황제(少皇帝)
- 전한 전소제
- 전한 후소제
- 후한 전소제
- 후한 후소제
- 유송 소제
- 당 소제(당 상제)
- 후진 소제(석중귀)
- 남송 소제
- 원 소제
- 베트남 쩐 왕조 소제

## 소왕(昭王)
- 서주 소왕
- 연 소왕
- 위 소왕
- 초 소왕
- 전한 조소왕 여석지

## 소왕(紹王)
- 금 위소왕

## 소공(昭公)
- 감 소공
- 노 소공
- 등 소공
- 소 소공
- 송 소공
- 위 소공
- 정 소공
- 제 소공
- 조 소공
- 허 소공

## 소후(昭侯)
- 진 소후
- 채 소후
- 한 소후

## 소백(昭伯)
- 숙중소백(숙중소자)
- 위 소백
- 자복소백
- 장소백
- 후소백

## 소자(昭子)
- 계소자 계손강
- 고소자 고장
- 국소자
- 극소자 극지
- 범소자 범앙
- 손소자 손염
- 숙손소자 숙손착
- 진 소자
- 진 소자(전 소자) 진장(전장)